# Jean Monissart
Jean Monissart  (mort à Rome en 11 août 1491), est un ecclésiastique qui fut évêque consacré de Tournai de 1483 à 1484.

## Biographie
Après le décès à Rome de l’évêque Ferry de Clugny le 7 octobre 1483, le pape Sixte IV nomme pour lui succéder à l’évêché de Tournai, Jean Monissart, natif du Hainaut, doyen de Thérouanne qui était l'un de ses Référendaires et qui est consacré le 28 mars 1486. Cette nomination provoque le mécontentement de la cour de France qui juge qu'elle n'est pas conforme aux termes de la Pragmatique Sanction de Bourges ni aux décrets des conciles de Constance et de Bâle ; ainsi le Roi nomme comme évêque Louis de Pot. De son côté, l'archiduc Philippe de Habsbourg prétend que cette désignation lui appartient en sa qualité de comte de Flandres et il refuse que Jean Monissart prenne possession de son diocèse. 
Jean Monissart meurt à Rome dès l'année suivante et le nouveau pape Innocent VIII nomme pour le remplacer Mgr Antonio Gentile Pallavicino.